# Pre-PCI Power Macintosh
第一代的Power Macintosh，包括Power Macintosh 6100/60(av), 6100/66(av), 7100/66(av), 7100/80(av), 8100/80 (av), 8100/100 (av), 8100/110等等。使用NuBus界面槽。

## 6100
1994年3月推出，為入門級機種，以Quadra 610的機殼設計，使用PowerPC 601處理器。主機板內含一個PDS插槽，可由轉接卡轉為NuBus插槽。其視訊記憶體與主記憶體共用以節省成本。加入AV卡可以提升其影像處理能力，或是加上1MB的第二階快取記憶體以增進效能。
非蘋果官方認證的效能提升方法，包括在主機板上夾上更高頻率的石英震盪器以提升處理器時脈、增加記憶體容量（包括雙面記憶體，可達128MB，加上主機板上的8MB可達136MB），以及使用PowerPC G3 的NuBus 加速卡。另外還有使用80486處理器的PC相容卡。

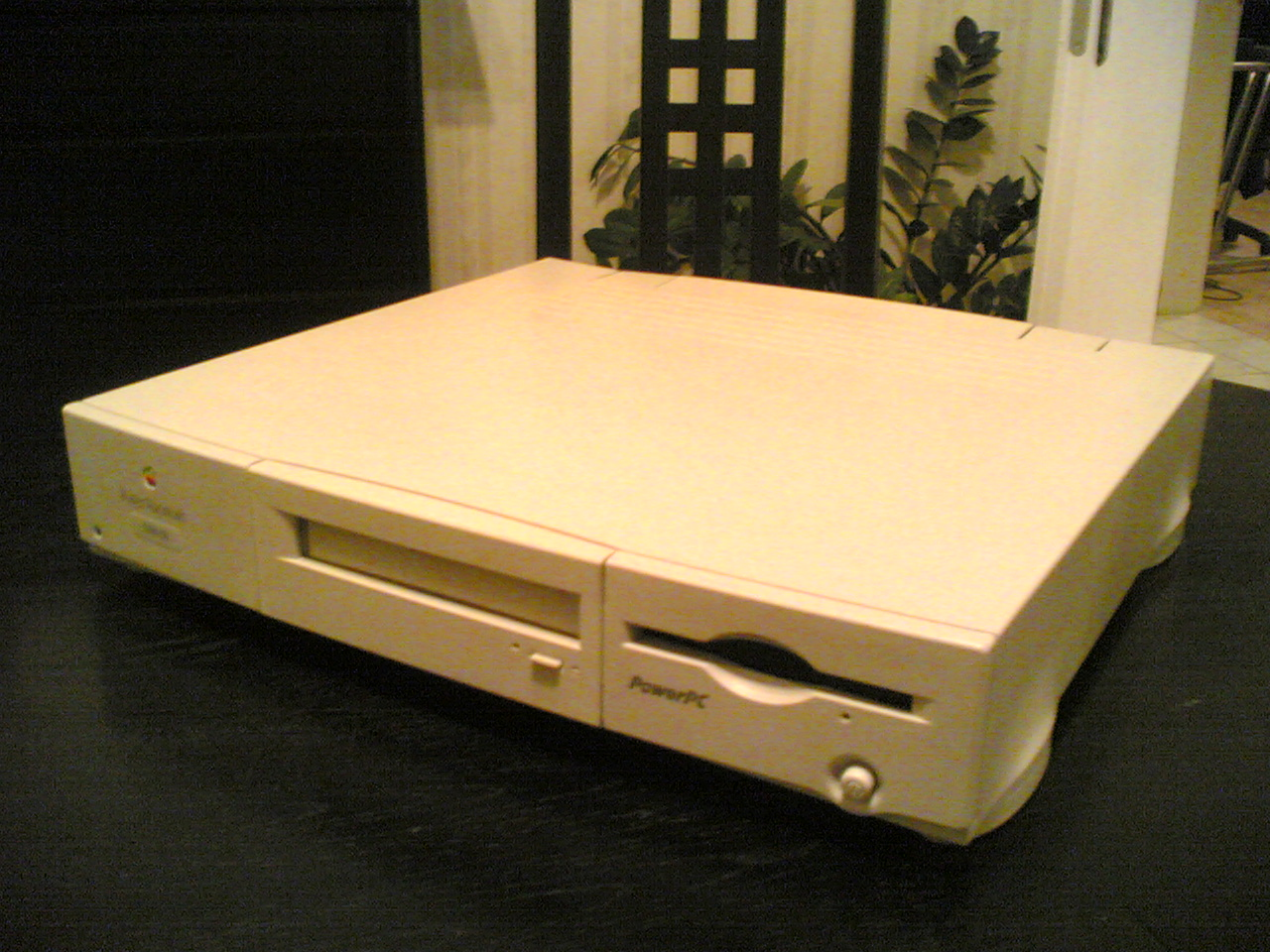
Power Macintosh 6100/60

## 7100
1994年3月推出，以Quadra 650的機殼設計，使用PowerPC 601處理器。主機板內含一個PDS插槽，與3個NuBus插槽。其視訊記憶體與主記憶體共用以節省成本。加入AV卡可以使用兩個顯示器，或是提升其影像處理速度。

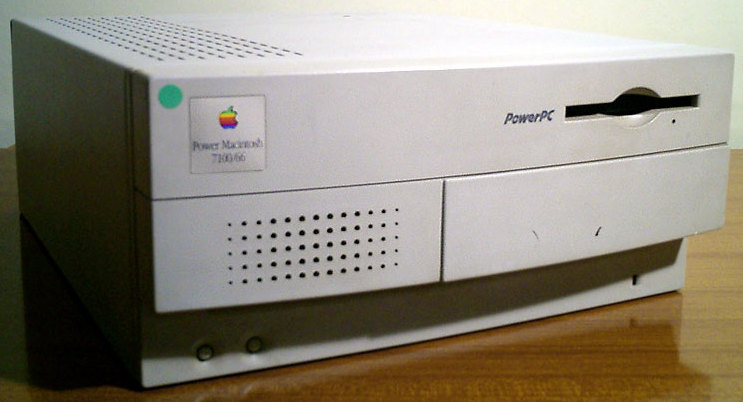
Power Macintosh 7100/66

## 8100
1994年3月推出，為入門級機種，以Quadra 800的機殼設計，使用PowerPC 601處理器。主機板內含一個PDS插槽，與3個NuBus插槽。其視訊記憶體與主記憶體共用以節省成本。加入AV卡可以使用兩個顯示器，或是提升其影像處理速度

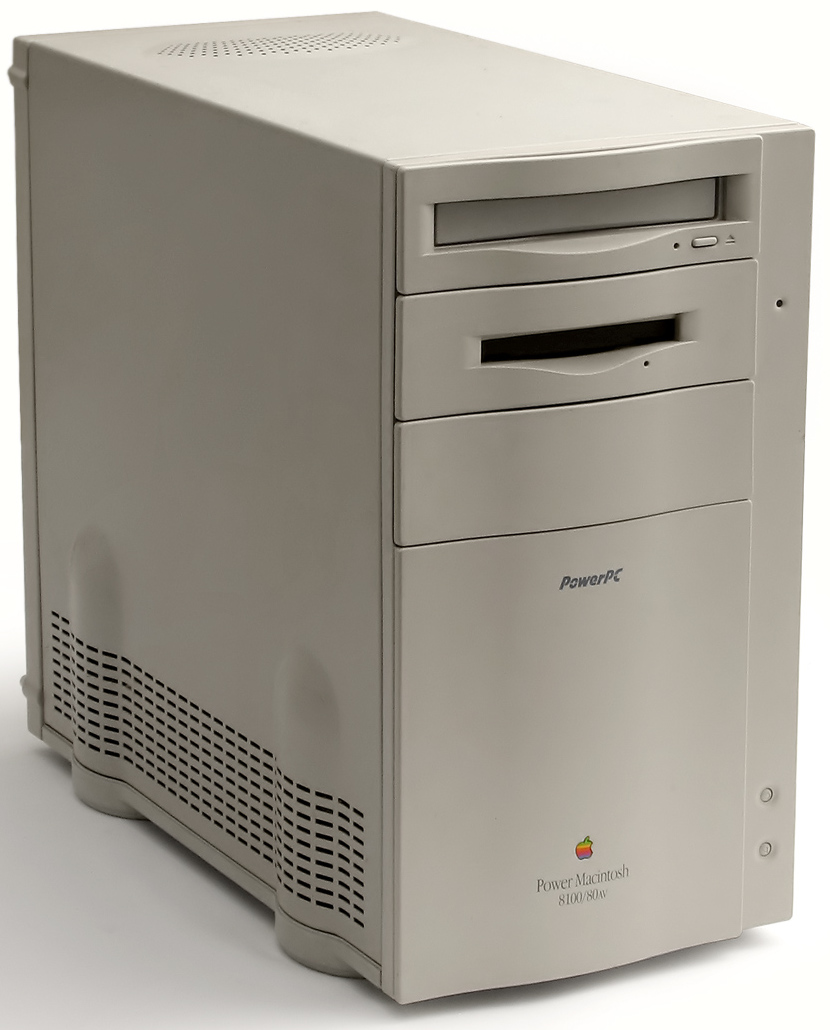
Power Macintosh 8100/80 AV

## 第一代Power Macintosh 列表

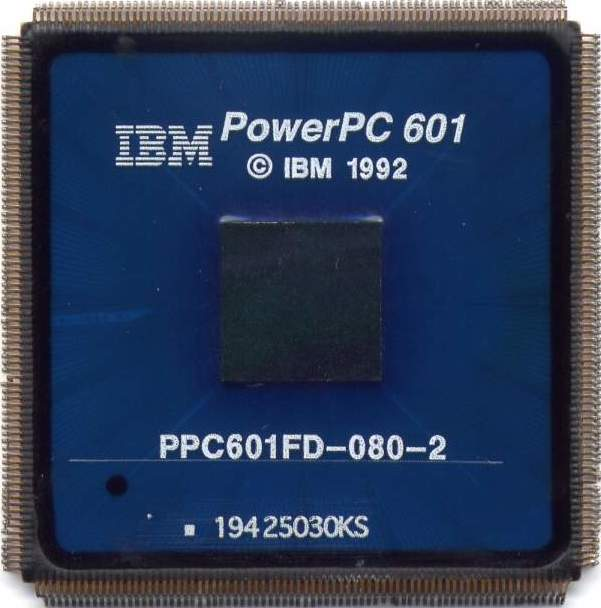
IBM PowerPC 601處理器

| 機型                   | 處理器與時脈        | 上市日期      | 停產日期       | 作業系統  |  |
| 6100/60                | PowerPC 601 60 MHz  | 1994年3月14日 | 1995年1月3日   | 7.1.2-9.1 |  |
| 6100/60 AV             | PowerPC 601 60 MHz  | 1994年3月14日 | 1994年9月12日  | 7.1.2-9.1 |  |
| 6100/66                | PowerPC 601 66 MHz  | 1995年1月3日  | 1995年10月14日 | 7.1.2-9.1 |  |
| 6100/66 AV             | PowerPC 601 66 MHz  | 1995年2月3日  | 1995年4月3日   | 7.1.2-9.1 |  |
| 6100/66 DOS Compatible | PowerPC 601 66 MHz  | 1995年1月3日  | 1996年5月18日  | 7.1.2-9.1 |  |
| 7100/66                | PowerPC 601 66 MHz  | 1994年3月14日 | 1995年1月3日   | 7.1.2-9.1 |  |
| 7100/66 AV             | PowerPC 601 66 MHz  | 1994年3月14日 | 1995年1月3日   | 7.1.2-9.1 |  |
| 7100/80                | PowerPC 601 80 MHz  | 1995年1月3日  | 1996年1月6日   | 7.5-9.1   |  |
| 7100/80 AV             | PowerPC 601 80 MHz  | 1995年1月3日  | 1995年8月5日   | 7.5-9.1   |  |
| 8100/80                | PowerPC 601 80 MHz  | 1994年3月14日 | 1995年1月3日   | 7.1.2-9.1 |  |
| 8100/80 AV             | PowerPC 601 80 MHz  | 1994年3月14日 | 1995年1月3日   | 7.1.2-9.1 |  |
| 8100/100               | PowerPC 601 100 MHz | 1995年1月3日  | 1995年10月14日 | 7.5-9.1   |  |
| 8100/100 AV            | PowerPC 601 100 MHz | 1995年1月3日  | 1995年8月5日   | 7.5-9.1   |  |
| 8100/110               | PowerPC 601 100 MHz | 1994年11月3日 | 1995年8月5日   | 7.5-9.1   |  |